# Gennadi Iwanowitsch Saschenew
Gennadi Iwanowitsch Saschenew (russisch Геннадий Иванович Саженев; * 13. Juni 1921; † 15. September 2010 in Moskau) war ein sowjetischer Botschafter.

## Leben
Im Zweiten Weltkrieg wurde er von der Roten Armee bei der Schlacht um Moskau eingesetzt.
1950 schloss er ein Studium der Rechtswissenschaft am Moskauer Institut für Rechtswissenschaft ab und trat in den auswärtigen Dienst, wo er bis 1960 an der Hochschule des sowjetischen Außenministeriums studierte.
Von 1960 bis 1963 wurde er in Havanna beschäftigt.
Von 1963 bis 1968 wurde er im Außenministerium in Moskau beschäftigt.
Von 1968 bis 1971 war er Gesandtschaftsrat in Bogotá.
Von 1972 bis 1975 war er Gesandtschaftsrat im Außenministerium in Moskau.
Von 1975 bis 1979 war er Gesandtschaftsrat in Buenos Aires bei Jorge Rafael Videla.
Von 1979 bis 1982 war er Gesandtschaftsrat im Außenministerium in Moskau.
Von 29. Juli 1982 bis 1983 war er Botschafter in St. George’s.
Von 1984 bis zu seiner Versetzung in den Ruhestand war er Botschafter im Außenministerium in Moskau.